# エリザベート・シーマン
エリザベート・シーマン（Elisabeth Schiemann、1881年8月15日 - 1972年1月2日）は、ドイツの植物学者である。

## 生涯
現在はエストニアのヴィリャンディ（ドイツ語:Fellin）で生まれた。父親は歴史家のテオドール・シーマン（Theodor Schiemann:1847年- 1921年）で、1887年に家族はベルリンに移った。ドイツで高等教育を受け、アカデミックな分野で活動できるようになった女性の最初の世代に属する。教員養成学校で学び、パリで語学を数年、学んだ後、数年間、女子学校の教師を務めた。1908年からベルリン大学で学び、エルヴィン・バウアーの指導でアスペルギルス属の突然変異に関する論文で博士号を得た。
1914年から1931年の間、バウアーの助手を務め、1924年に教授資格を得て、農業大学で講義をおこなった。1931年から1943年の間、ベルリン・ダーレムの植物学研究所で客員研究員として研究し、1932年に『栽培植物の起源』（"Entstehung der Kulturpflanzen"）を出版し、国際的な評価を得て、この分野の標準となる研究とされた。1931年にベルリン大学の教授の資格を得るが、ナチズムの人種政策や複数政党の禁止政策に反対する意見を表明したため、1940年に教授職から解任された。エリザベート・シュミッツ（Elisabeth Schmitz）らの婦人運動のメンバーの1人で、妹のゲルトルードとともに、ベルリン・ダーレムのナチズムに反対する「告白教会」(Bekennende Kirche)に参加し、ユダヤ人の同僚の保護を政府に手紙で働きかけた。物理学者のリーゼ・マイトナーとは、マイトナーが亡命する1938年まで親密に親交したが、戦後ナチズムにたいする対応にをめぐって不和となった。
戦後、再開されたベルリン大学の教授に任じられるが冷戦によって、1949年に退任した。1954年にドイツ連邦共和国から特別功労章を受け、多くの国のアカデミーの会員に選ばれた。1959年に『種の起源』出版100周年記念にドイツ自然科学アカデミー・レオポルディーナが18人の功績のあった学者に贈ったダーウィン賞（Darwin-Plakette）に女性として唯一選ばれた。

## 主著
- Geschlechts- und Artkreuzungsfragen bei Fragraria. Verlag Gustav Fischer, Jena 1931 ( = Botanische Abhandlungen; 18).
- Entstehung der Kulturpflanzen. Verlag Borntraeger, Berlin 1932 ( = Handbuch der Vererbungswissenschaften Bd. 3).
- Entstehung der Kulturpflanzen. In: Ergebnisse der Biologie Bd. 19, 1943, S. 409-552.
- Weizen, Roggen, Gerste. Geschichte, Entstehung und Verwendung. Verlag G. Fischer, Jena 1948.
- Die Geschichte der Kulturpflanzen im Wandel der Methoden. In: Botanik Tidsskrift Bd. 51, 1954, S. 308-329.
- Biologie, Archäologie und Kulturpflanzen. In: Jahrbuch der Max-Planck-Gesellschaft 1955, S. 177-198.